# Porto Walter
Porto Walter es un municipio de Brasil, situado al oeste del estado de Acre. Tiene 7.851 habitantes y su extensión es de 6.136 km² (0,79 h/km²).
Limita al norte con el municipio de Tarauacá, al sur con Perú, al este con el municipio de Marechal Thaumaturgo y al oeste con municipio de Cruzeiro do Sul.